# Verwaltungsgemeinschaft Eibenstock
Die Verwaltungsgemeinschaft Eibenstock im Erzgebirgskreis in Sachsen bestand aus dem Verwaltungssitz Eibenstock und der Gemeinde Sosa. Auf dem Gebiet der Verwaltungsgemeinschaft lebten etwa 8800 Einwohner. Mit der Eingemeindung von Sosa nach Eibenstock am 1. Januar 2011 wurde die Verwaltungsgemeinschaft aufgelöst.